# Rudolf Scheibenzuber
Rudolf Scheibenzuber (* 26. August 1874 in Huldsessen bei Eggenfelden; † 3. Oktober 1968 in Landshut) war ein deutscher Lehrer, Maler und Illustrator.

## Leben und Werk
Rudolf Scheibenzuber kam als Drittgeborener im Schulhaus in Huldsessen/Niederbayern zur Welt. Sein Vater war dort Lehrer. Statur und musikalisches Talent war väterliches Erbe, seine Mutter Maria vererbte ihm die künstlerische Begabung.
Er wurde wie sein Vater Lehrer und arbeitete zunächst von 1894 bis 1901 als Hilfslehrer in Hohenau im Bayerischen Wald, ab 1901 bis zu seiner Pensionierung 1942 als Oberlehrer bzw. Schulleiter an der Nikola-Schule in Landshut. Ein Unterbrechungsjahr 1913 nutzte er für Kopf- und Aktstudien bei Professor Hermann Groeber an der Kunstakademie in München.
Seine Bildthemen waren in der Regel Motive seiner ländlichen und kleinstädtischen Umgebung. Es sind die niederbayerische Landschaft beiderseits der Isar, die Architektur der Städte, vorrangig ab 1901 Landshut, der Dörfer und Bauernhöfe. Die Bilder zeigen das bäuerliche und kleinbürgerliche Leben, Land und Leute, deren Brauchtum und Tracht. Er illustrierte Texte, bebilderte Kinderbücher, oft mit eigenen Versen, Stadt- und Burgführer (Landshut), Lesebücher, Kalender und Zeitschriften (Bayerland, Jugendblätter). Mitunter war er in seiner Heimatstadt als Werbegrafiker tätig, zeichnet, schreibt und malt Urkunden, neben exotischen Bildserien (Wilder Westen, Afrika und Orient).
Vor 1900 gestaltete Scheibenzuber Postkarten im grafischen Stil seiner Zeit, oft im Auftrag von werbefreudigen Gastwirten. Nicht zuletzt entwarf er als Lehrer eine Serie farbiger Fleißbildchen für seine Schulkinder.
Seine meist kleinen Skizzen, liebenswerten kleinformatigen Zeichnungen und Aquarelle sind vor allem wirklichkeitsnahe Bildberichterstattung. Die naturalistischen Darstellungen aus vergangener Zeit sind oft minutiös, detailgetreu, die Proportionen der Architektur und deren Perspektive exakt. Drei Leidenschaften begleiteten sein Leben, das Zeichnen (und das Malen), das Schnupfen und das Sammeln alter  Kröninger Töpferware von 1913–1935.
1954 wurde der 80-jährige Scheibenzuber mit dem Bundesverdienstkreuz am Bande geehrt.

## Einzelausstellungen
- 1923 München, Künstlerverein
- 1978 Landshut, Rathausgalerie
- 1985 Landshut, Rathausfoyer
- 1994 Freyung, Kurhaus
- 1995 Landshut, Röcklturm
- 2018 Landshut, Stadtresidenz
- 2018 Landshut, Rathausfoyer

## Werke in Museen
- Stadtmuseum Landshut
- Heimatmuseum Moosburg

## Schriften
- Landshut a. Isar in 20 Federzeichnungen. Verlag J. F. Rietsch G.m.b.H., Landshut 1924
- Heimatsegen. Verlag d. Jugendblätter München um 1926
- Tag und Jahr der Kinderschar. Jos. Gremmer´s Ww. Landshut 1926